# Kimmer Coppejans
Kimmer Coppejans (7 de febrero de 1994) es un tenista belga. Su ranking ATP más alto en individuales fue el 97, conseguido el 22 de junio de 2015. Es el campeón junior de Roland Garros 2012 al vencer en sets corridos al canadiense Filip Peliwo por 6-1 y 6-4 en la final.

## Títulos

### Challengers ganados
| N.º | Fecha                    | Torneo                  | Superficie | Oponentes       | Resultado        |
| --- | ------------------------ | ----------------------- | ---------- | --------------- | ---------------- |
| 1.  | 20 de septiembre de 2014 | Challenger de Mequinez  | Arcilla    | Lucas Pouille   | 4-6, 6-2, 6-2    |
| 2.  | 15 de marzo de 2015      | Challenger de Guangzhou | Dura       | Roberto Marcora | 7-6(6), 5-7, 6-1 |
| 3.  | 19 de abril de 2015      | Challenger de Mersin    | Arcilla    | Marsel İlhan    | 6-2, 6-2         |
| 4.  | 18 de julio de 2016      | Challenger de Tampere   | Arcilla    | Aslan Karatsev  | 6-4, 3,6, 7-5    |
| 5.  | 3 de septiembre de 2018  | Challenger de Sevilla   | Arcilla    | Alex Molčan     | 7-6(2), 6-1      |
| 6.  | 29 de agosto de 2022     | Open de Toulouse        | Arcilla    | Maxime Janvier  | 6(8)-7, 6-4, 6-3 |